# Atletismo nos Jogos Olímpicos de Verão de 2020 - Arremesso de peso feminino
O evento do arremesso de peso feminino nos Jogos Olímpicos de Verão de 2020 ocorreu entre os dias 30 de julho e 1 de agosto de 2021 no Estádio Olímpico. No total, 32 atletas de 22 nações competiram.

## Formato
O evento continua a usar o formato de duas fases (eliminatórias e final) introduzido em 1936. Nas eliminatórias cada competidors teve direito a três arremessos para atingir a distância de qualificação de 18,80 metros; se menos de 12 atletas conseguissem, os 12 melhores (incluindo todos os empatados) avançavam.
Na final, cada atleta teve direito a três arremessos iniciais; as oito primeiras atletas ao final da terceira rodada receberam três arremessos adicionais para um total de seis, com o melhor a contar para o resultado final (os arremessos da fase de qualificação não são considerados para a final).

## Calendário
Horário local (UTC +9)
| 30 de julho   | 1 de agosto |
| 19:25         | 10:35       |
| ------------- | ----------- |
| Eliminatórias | Final       |

## Medalhistas
| Ouro   | CHN Gong Lijiao    |
| Prata  | USA Raven Saunders |
| Bronze | NZL Valerie Adams  |

## Recordes
Antes desta competição, os recordes mundiais, olímpicos e regionais da prova eram os seguintes:
| Tipo | Atleta             | Marca   | Local  | Data                |
| ---- | ------------------ | ------- | ------ | ------------------- |
|      | Natalya Lisovskaya | 22,63 m | Moscou | 7 de junho de 1987  |
|      | Ilona Slupianek    | 22,41 m | Moscou | 24 de julho de 1980 |

### Por região
| Região                             | Marca   | Atleta             | Nação           |
| ---------------------------------- | ------- | ------------------ | --------------- |
| África                             | 18,43 m | Vivian Chukwuemeka | Nigéria         |
| Ásia                               | 21,76 m | Li Meisu           | China           |
| Europa                             | 22,63 m | Natalya Lisovskaya | União Soviética |
| América do Norte, Central e Caribe | 20,96 m | Belsy Laza         | Cuba            |
| Oceania                            | 21,24 m | Valerie Adams      | Nova Zelândia   |
| América do Sul                     | 19,30 m | Elisângela Adriano | Brasil          |

## Resultados

### Eliminatórias
Regra de qualificação: marca padrão de 18,80 m (Q) ou pelo menos os 12 melhores atletas (q) avançam a final.
| Pos. | Grupo | Atleta              | CON                   | #1    | #2    | #3    | Marca | Notas                |
| ---- | ----- | ------------------- | --------------------- | ----- | ----- | ----- | ----- | -------------------- |
| 1    | B     | Gong Lijiao         | CHN China             | 19.46 |       |       | 19.46 | Q                    |
| 2    | B     | Song Jiayuan        | CHN China             | x     | 19.23 |       | 19.23 | Q                    |
| 3    | A     | Raven Saunders      | USA Estados Unidos    | x     | 19.22 |       | 19.22 | Q                    |
| 4    | A     | Fanny Roos          | SWE Suécia            | 19.01 |       |       | 19.01 | Q                    |
| 5    | A     | Aliona Dubitskaya   | BLR Bielorrússia      | 18.61 | x     | 18.89 | 18.89 | Q                    |
| 6    | B     | Valerie Adams       | NZL Nova Zelândia     | 18.75 | 18.59 | 18.83 | 18.83 | Q                    |
| 7    | A     | Gao Yang            | CHN China             | 18.51 | 18.80 |       | 18.80 | Q,                   |
| 7    | B     | Auriol Dongmo       | POR Portugal          | 18.80 |       |       | 18.80 | Q                    |
| 9    | A     | Portious Warren     | TTO Trinidad e Tobago | 18.21 | 18.23 | 18.75 | 18.75 | q,                   |
| 9    | A     | Jessica Ramsey      | USA Estados Unidos    | x     | x     | 18.75 | 18.75 | q                    |
| 11   | A     | Maddi Wesche        | NZL Nova Zelândia     | 18.65 | 16.80 | 18.53 | 18.65 | q,                   |
| 12   | B     | Sara Gambetta       | GER Alemanha          | x     | 18.57 | 17.35 | 18.57 | q                    |
| 13   | B     | Danniel Thomas-Dodd | JAM Jamaica           | x     | 18.37 | 18.24 | 18.37 |                      |
| 14   | A     | Christina Schwanitz | GER Alemanha          | 17.51 | 17.72 | 18.08 | 18.08 |                      |
| 15   | A     | Katharina Maisch    | GER Alemanha          | 16.92 | 17.89 | 17.72 | 17.89 |                      |
| 16   | B     | Emel Dereli         | TUR Turquia           | x     | 17.81 | 17.69 | 17.81 |                      |
| 16   | B     | Sophie McKinna      | GBR Grã-Bretanha      | 17.81 | x     | 17.60 | 17.81 |                      |
| 17   | A     | Klaudia Kardasz     | POL Polônia           | x     | 17.29 | 17.76 | 17.76 |                      |
| 18   | A     | Jessica Schilder    | NED Países Baixos     | 16.69 | 17.74 | 16.82 | 17.74 |                      |
| 19   | B     | Adelaide Aquilla    | USA Estados Unidos    | 17.38 | 17.68 | 16.62 | 17.68 |                      |
| 20   | B     | Anita Márton        | HUN Hungria           | 17.42 | 17.59 | x     | 17.59 | Recorde da temporada |
| 21   | A     | Lloydricia Cameron  | JAM Jamaica           | 17.29 | x     | 17.43 | 17.43 |                      |
| 22   | A     | María Belén Toimil  | ESP Espanha           | x     | x     | 17.38 | 17.38 |                      |
| 23   | B     | Markéta Červenková  | CZE República Checa   | 17.33 | x     | 17.05 | 17.33 |                      |
| 24   | B     | Ahymara Espinoza    | VEN Venezuela         | 17.17 | 16.74 | 16.50 | 17.17 |                      |
| 25   | A     | Ol'ha Holodna       | UKR Ucrânia           | 16.07 | 17.15 | 17.08 | 17.15 |                      |
| 26   | B     | Paulina Guba        | POL Polônia           | x     | 16.98 | 16.96 | 16.98 |                      |
| 27   | B     | Sarah Mitton        | CAN Canadá            | 16.62 | x     | x     | 16.62 |                      |
| 28   | A     | Dimitriana Surdu    | MDA Moldávia          | 15.61 | 16.55 | x     | 16.55 |                      |
| 29   | B     | Geisa Arcanjo       | BRA Brasil            | 16.46 | x     | x     | 16.46 |                      |
| 30   | B     | Sopo Shatirishvili  | GEO Geórgia           | 14.91 | 15.31 | x     | 15.31 |                      |
| —    | A     | Brittany Crew       | CAN Canadá            | x     | x     | x     | NM    |                      |

### Final
A final foi disputada em 1 de agosto, às 10:35 locais.
| Pos.              | Atleta            | CON                   | #1    | #2    | #3    | #4    | #5    | #6    | Marca | Notas           |
| ----------------- | ----------------- | --------------------- | ----- | ----- | ----- | ----- | ----- | ----- | ----- | --------------- |
| Medalha de ouro   | Gong Lijiao       | CHN China             | 19.95 | x     | 19.98 | 19.80 | 20.53 | 20.58 | 20.58 | Recorde pessoal |
| Medalha de prata  | Raven Saunders    | USA Estados Unidos    | 19.65 | x     | 19.62 | 19.49 | 19.79 | x     | 19.79 |                 |
| Medalha de bronze | Valerie Adams     | NZL Nova Zelândia     | 18.62 | 19.49 | 19.62 | x     | x     | 18.76 | 19.62 |                 |
| 4                 | Auriol Dongmo     | POR Portugal          | 19.29 | 18.95 | 19.17 | 19.57 | 19.45 | 19.45 | 19.57 |                 |
| 5                 | Song Jiayuan      | CHN China             | 18.11 | 19.14 | 18.74 | x     | x     | 18.26 | 19.14 |                 |
| 6                 | Maddi Wesche      | NZL Nova Zelândia     | 17.45 | 18.42 | 18.98 | 18.18 | 18.50 | 18.47 | 18.98 | Recorde pessoal |
| 7                 | Fanny Roos        | SWE Suécia            | 17.99 | 18.02 | 18.91 | x     | 18.72 | 18.76 | 18.91 |                 |
| 8                 | Sara Gambetta     | GER Alemanha          | 18.37 | 18.04 | 18.88 | x     | 18.48 | 18.38 | 18.88 | Recorde pessoal |
| 9                 | Aliona Dubitskaya | BLR Bielorrússia      | 17.76 | 18.57 | 18.73 | —     | —     | —     | 18.73 |                 |
| 10                | Gao Yang          | CHN China             | 18.45 | 18.67 | 18.51 | —     | —     | —     | 18.67 |                 |
| 11                | Portious Warren   | TTO Trinidad e Tobago | 18.01 | 18.01 | 18.32 | —     | —     | —     | 18.32 |                 |
| 12                | Jessica Ramsey    | USA Estados Unidos    | x     | x     | x     | —     | —     | —     | NM    |                 |

Legenda
| Recorde mundial      | Recorde mundial (World record)               |                       | Recorde africano                      | Recorde africano (African) |                                           | Q | Classificado por posição (Qualified) |
| Recorde olímpico     | Recorde olímpico (Olympic record)            | Recorde da América    | Recorde da América (Americas)         | q                          | Classificado por melhor tempo (Qualified) |   |                                      |
| Melhor marca do ano  | Melhor marca do ano (World leading)          | Recorde asiático      | Recorde asiático (Asian)              | DNS                        | Não largou (Did not start)                |   |                                      |
| Recorde nacional     | Recorde nacional (National record)           | Recorde europeu       | Recorde europeu (European)            | DNF                        | Não terminou (Did not finish)             |   |                                      |
| Recorde pessoal      | Recorde pessoal do atleta (Personal best)    | Recorde da Oceania    | Recorde da Oceania (Oceania)          | DSQ / DQ                   | Desclassificado (Disqualified)            |   |                                      |
| Recorde da temporada | Recorde da temporada do atleta (Season best) | Recorde sul-americano | Recorde sul-americano (South America) | NM                         | Sem marca (No mark)                       |   |                                      |